# Eurysternus lanuginosus
Eurysternus lanuginosus är en skalbaggsart som beskrevs av François Génier 2009. Eurysternus lanuginosus ingår i släktet Eurysternus och familjen bladhorningar. Inga underarter finns listade i Catalogue of Life.